# Quan hệ Đức – Hoa Kỳ
Quan hệ Đức – Hoa Kỳ, còn được gọi là quan hệ Đức - Mỹ, là quan hệ song phương giữa Đức và Hoa Kỳ. Quan hệ Đức-Hoa Kỳ là mối quan hệ lịch sử giữa Đức và Hoa Kỳ ở cấp độ chính thức, bao gồm ngoại giao, liên minh và chiến tranh. Mối quan hệ này cũng bao gồm các mối quan hệ kinh tế như thương mại và đầu tư, nhân khẩu học và di cư, và sự giao thoa văn hóa và tri thức kể từ những năm 1680.

## Tổng quan
Trước năm 1900, các yếu tố chính trong quan hệ Đức-Hoa Kỳ là sự di chuyển rất lớn của người nhập cư từ Đức đến các bang của Hoa Kỳ (đặc biệt là Pennsylvania, Trung Tây và trung tâm Texas) trong suốt thế kỷ 18 và 19.
Cũng có một phong trào quan trọng của các ý tưởng triết học ảnh hưởng đến tư duy của người Mỹ. Những thành tựu của Đức trong giáo dục đại học và công lập đã gây ấn tượng mạnh với các nhà giáo dục Hoa Kỳ; hệ thống giáo dục Hoa Kỳ dựa trên hệ thống giáo dục Phổ. Hàng ngàn sinh viên tiên tiến của Hoa Kỳ, đặc biệt là các nhà khoa học và sử học, đã theo học tại các trường đại học ưu tú của Đức. Có rất ít chuyển động theo hướng khác: một số ít người Mỹ đã từng định cư lâu dài ở Đức, và một số trí thức Đức đã học ở Hoa Kỳ hoặc chuyển đến Hoa Kỳ trước năm 1933. Các mối quan hệ kinh tế chỉ có tầm quan trọng nhỏ trước năm 1920. Các mối quan hệ ngoại giao là hữu nghị nhưng chỉ có tầm quan trọng nhỏ đối với hai bên trước những năm 1870.
Sau khi nước Đức thống nhất năm 1871, Đức trở thành một cường quốc lớn trên thế giới. Cả hai quốc gia đều xây dựng lực lượng hải quân đẳng cấp thế giới và bắt đầu bành trướng chủ nghĩa đế quốc trên toàn thế giới. Điều đó dẫn đến một cuộc xung đột quy mô nhỏ trên các đảo Samoan: Nội chiến Samoan lần thứ hai. Một cuộc khủng hoảng vào năm 1898, khi Đức và Hoa Kỳ tranh chấp về việc ai sẽ nắm quyền kiểm soát, đã được giải quyết bằng Công ước ba bên vào năm 1899 khi hai quốc gia chia cắt Samoa để chấm dứt xung đột.
Sau năm 1898, bản thân Hoa Kỳ đã tham gia nhiều hơn vào ngoại giao quốc tế và đôi khi có bất đồng nhưng thường là đồng tình với Đức. Vào đầu thế kỷ 20, sự trỗi dậy của Hải quân Đức hùng mạnh và vai trò của lực lượng này ở Mỹ Latinh và Caribe đã gây khó khăn cho các nhà chiến lược quân sự Mỹ. Các mối quan hệ đôi khi căng thẳng, như trong cuộc khủng hoảng Venezuela 1902–03, nhưng mọi sự cố đều được giải quyết một cách hòa bình.
Hoa Kỳ đã cố gắng giữ thái độ trung lập trong Chiến tranh thế giới thứ nhất, nhưng họ đã cung cấp nhiều hỗ trợ thương mại và tài chính hơn cho Anh và Đồng minh, những quốc gia kiểm soát các tuyến đường Đại Tây Dương. Đức đã làm việc để làm suy yếu lợi ích của Mỹ ở Mexico. Năm 1917, việc Đức đề nghị liên minh quân sự chống lại Mỹ trong Điện tín Zimmermann đã góp phần vào quyết định chiến tranh của Mỹ. Việc tàu ngầm Đức tấn công tàu biển của Anh, đặc biệt là vụ đánh chìm tàu chở khách Lusitania mà không cho các hành khách dân sự tiếp cận xuồng cứu sinh, khiến dư luận Mỹ phẫn nộ. Đức đã đồng ý với yêu cầu của Hoa Kỳ để ngăn chặn các cuộc tấn công như vậy nhưng đã đảo ngược lập trường vào đầu năm 1917 để giành chiến thắng trong cuộc chiến một cách nhanh chóng vì họ lầm tưởng rằng quân đội Hoa Kỳ quá yếu để đóng vai trò quyết định.
Công chúng Hoa Kỳ phản đối Hiệp ước Versailles 1919 trừng phạt, và cả hai nước đã ký một hiệp ước hòa bình riêng vào năm 1921. Trong những năm 1920, các nhà ngoại giao và chủ ngân hàng Mỹ đã hỗ trợ lớn để xây dựng lại nền kinh tế Đức. Khi Hitler và Đức Quốc xã lên nắm quyền vào năm 1933, dư luận Mỹ đã tỏ ra rất tiêu cực. Quan hệ giữa hai quốc gia trở nên khó khăn sau năm 1938.
Một số lượng lớn trí thức, nhà khoa học và nghệ sĩ đã tìm thấy nơi ẩn náu từ Đức Quốc xã tại Hoa Kỳ, nhưng chính sách nhập cư của Hoa Kỳ hạn chế nghiêm ngặt số lượng người tị nạn Do Thái. Mỹ đã viện trợ quân sự và tài chính đáng kể cho Anh và Pháp. Đức tuyên chiến với Hoa Kỳ vào tháng 12 năm 1941, và Washington coi việc đánh bại Đức Quốc xã là ưu tiên hàng đầu. Hoa Kỳ đóng một vai trò quan trọng trong việc chiếm đóng và tái thiết nước Đức sau năm 1945. Hoa Kỳ đã cung cấp hàng tỷ đô la viện trợ cho Kế hoạch Marshall để tái thiết nền kinh tế Tây Đức. Mối quan hệ hai quốc gia trở nên rất tích cực, xét về lý tưởng dân chủ, chống chủ nghĩa cộng sản và thương mại kinh tế ở mức cao.
Ngày nay, Hoa Kỳ là một trong những đồng minh và đối tác thân thiết nhất của Đức bên ngoài Liên minh châu Âu. Người dân hai nước coi nhau là đồng minh đáng tin cậy nhưng lại bất đồng trong một số vấn đề chính sách chính. Người Mỹ muốn Đức đóng một vai trò quân sự tích cực hơn, nhưng người Đức phản đối mạnh mẽ ý tưởng này.

## Sách tham khảo
- Barclay, David E., and Elisabeth Glaser-Schmidt, eds. Transatlantic Images and Perceptions: Germany and America since 1776 (Cambridge UP, 1997).
- Bailey, Thomas A. A Diplomatic History of the American People (10th edition 1980) online free to borrow.
- Gatzke, Hans W. Germany and the United States: A "Special Relationship?" (Harvard UP, 1980); History of diplomatic relations.
- Jonas, Manfred. The United States and Germany: a diplomatic history (Cornell UP, 1985), a standard scholarly survey. excerpt
- Meyer, Heinz-Dieter. The design of the university: German, American, and "world class". (Routledge, 2016).
- Trefousse, Hans Louis, ed. Germany and America: essays on problems of international relations and immigration (Brooklyn College Press, 1980), essays by scholars.
- Trommler, Frank and Joseph McVeigh, eds. America and the Germans: An Assessment of a Three-Hundred-Year History (2 vol. U of Pennsylvania Press, 1990) vol 2 online Lưu trữ ngày 17 tháng 12 năm 2018 tại Wayback Machine; detailed coverage in vol 2.
- Trommler, Frank, and Elliott Shore, eds. The German-American Encounter: conflict and cooperation between two cultures, 1800–2000 (2001), essays by cultural scholars.

### Pre 1933
- Adam, Thomas and Ruth Gross, ed. Traveling Between Worlds: German-American Encounters (Texas A&M UP, 2006), primary sources.
- Adams, Henry Mason. Prussian-American Relations: 1775–1871 (1960).
- Bönker, Dirk (2012). Militarism in a Global Age: Naval Ambitions in Germany and the United States before World War I. Cornell U.P. ISBN 978-0801464355.
- Diehl, Carl. "Innocents abroad: American students in German universities, 1810–1870." History of Education Quarterly 16#3 (1976): 321–341. in JSTOR
- Dippel, Horst. Germany and the American Revolution, 1770–1800 (1977), Showed a deep intellectual impact on Germany of the American Revolution.
- Doerries, Reinhard R. Imperial Challenge: Ambassador Count Bernstorff and German-American Relations, 1908–1917 (1989).
- Faust, Albert Bernhardt. The German Element in the United States with Special Reference to Its Political, Moral, Social, and Educational Influence. 2 vol (1909). vol. 1,  vol. 2
- Gazley, John Gerow. American Opinion of German Unification, 1848–1871 (1926). Noonan online
- Gienow-Hecht, Jessica C. E. "Trumpeting Down the Walls of Jericho: The Politics of Art, Music and Emotion in German-American Relations, 1870–1920," Journal of Social History (2003) 36#3
- Haworth, Paul Leland. "Frederick the Great and the American Revolution" American Historical Review (1904) 9#3 pp. 460–478 open access in JSTOR, Frederick hated England but kept Prussia neutral.
- Herwig, Holger H. Politics of frustration: the United States in German naval planning, 1889–1941 (1976).
- Junker, Detlef. The Manichaean Trap: American Perceptions of the German Empire, 1871–1945 (German Historical Institute, 1995).
- Keim, Jeannette. Forty years of German-American political relations (1919) online, Comprehensive analysis of major issues, including tariff, China, Monroe Doctrine.
- Leab, Daniel J. "Screen Images of the 'Other' in Wilhelmine Germany and the United States, 1890–1918." Film History 9#1 (1997): 49–70. in JSTOR
- Lingelbach, William E. "Saxon-American Relations, 1778–1828." American Historical Review 17#3 (1912): 517–539. online
- Link, Arthur S. Wilson: The Struggle for Neutrality, 1914–1915 (1960). vol 3 of his biography of Woodrow Wilson; vol 4 and 5 cover 1915–1917.
- Maurer, John H. "American naval concentration and the German battle fleet, 1900–1918." Journal of Strategic Studies 6#2 (1983): 147–181.
- Mitchell, Nancy. The danger of dreams: German and American imperialism in Latin America (1999).
- Mustafa, Sam A. Merchants and Migrations: Germans and Americans in Connection, 1776–1835 (2001).
- Pochmann, Henry A. German Culture in America: Philosophical and Literary Influences 1600–1900 (1957). 890pp; comprehensive review of German influence on Americans esp 19th century. online
- Schoonover, Thomas. Germany in Central America: Competitive Imperialism, 1821–1929(1998) online
- Schröder, Hans-Jürgen, ed. Confrontation and cooperation: Germany and the United States in the era of World War I, 1900–1924 (1993).
- Schwabe, Klaus "Anti-Americanism within the German Right, 1917–1933," Amerikastudien/American Studies (1976) 21#1 pp 89–108.
- Schwabe, Klaus. Woodrow Wilson, Revolutionary Germany, and Peacemaking, 1918–1919, University of North Carolina Press, 1985.
- Sides, Ashley. What Americans Said about Saxony, and what this Says about Them: Interpreting Travel Writings of the Ticknors and Other Privileged Americans, 1800—1850 (MA Thesis, University of Texas at Arlington, 2008). online
- Small, Melvin. "The United States and the German "Threat" to the Hemisphere, 1905–1914." The Americas 28#3 (1972): 252–270. Says there was no threat because Germany accepted the Monroe Doctrine.
- Trommler, Frank. "The Lusitania Effect: America's Mobilization against Germany in World War I." German Studies Review (2009): 241–266.
- Vagts, Alfred. Deutschland und die Vereinigten Staaten in der Weltpolitik (2 vols. (New York: Dornan, 1935), a major study that was never translated.
  - Vagts, Alfred. "Hopes and Fears of an American-German War, 1870–1915 I." Political Science Quarterly 54#4 (1939): 514–535. in JSTOR
  - Vagts, Alfred. "Hopes and Fears of an American-German War, 1870–1915 II." Political Science Quarterly 55#1 (1940): 53–76. in JSTOR
- Zacharasiewicz, Waldemar. Images of Germany in American literature (2007).

### 1933–1941
- Bell, Leland V. "The Failure of Nazism in America: The German American Bund, 1936–1941." Political Science Quarterly 85#4 (1970): 585–599. in JSTOR
- Dallek Robert. Roosevelt and American Foreign Policy (Oxford University Press, 1979)
- Fischer, Klaus P. Hitler & America (2011) online
- Freidel, Frank. "FDR vs. Hitler: American Foreign Policy, 1933-1941" Proceedings of the Massachusetts Historical Society. Vol. 99 (1987), pp. 25–43 online.
- Frye, Alton. Nazi Germany and the American Hemisphere, 1933–1941 (1967).
- Haag, John. "Gone With the Wind in Nazi Germany." Georgia Historical Quarterly 73#2 (1989): 278–304. in JSTOR
- Heilbut, Anthony. Exiled in Paradise: German Refugee Artists and Intellectuals in America from the 1930s to the Present (1983).
- Margolick, David. Beyond Glory: Joe Louis vs. Max Schmeling and a World on the Brink. (2005), world heavyweight boxing championship.
- Nagorski, Andrew. Hitlerland: American Eyewitnesses to the Nazi Rise to Power (2012).
- Norden, Margaret K. "American Editorial Response to the Rise of Adolf Hitler: A Preliminary Consideration." American Jewish Historical Quarterly 59#3 (1970): 290–301. in JSTOR
- Offner, Arnold A. American Appeasement: United States Foreign Policy and Germany, 1933–1938 (Harvard University Press, 1969) online edition Lưu trữ ngày 17 tháng 12 năm 2018 tại Wayback Machine
- Pederson, William D. ed. A Companion to Franklin D. Roosevelt (2011) online pp 636–52, FDR's policies
- Rosenbaum, Robert A. Waking to Danger: Americans and Nazi Germany, 1933–1941 (2010) online
- Schuler, Friedrich E. Mexico between Hitler and Roosevelt: Mexican foreign relations in the age of Lázaro Cárdenas, 1934–1940 (1999).
- Weinberg, Gerhard L. The Foreign Policy of Hitler's Germany (2 vols. (1980)
- Weinberg, Gerhard L. "Hitler's image of the United States." American Historical Review 69#4 (1964): 1006–1021. in JSTOR

### After 1941
- Backer, John H. The Decision to Divide Germany: American Foreign Policy in Transition (1978)
- Bark, Dennis L. and David R. Gress. A History of West Germany Vol 1: From Shadow to Substance, 1945–1963 (1989); A History of West Germany Vol 2: Democracy and Its Discontents 1963–1988 (1989), the standard scholarly history in English
- Casey, Stephen, Cautious Crusade: Franklin D. Roosevelt, American Public Opinion, and the War against Nazi Germany (2004) online
- Junker, Detlef, et al. eds. The United States and Germany in the Era of the Cold War, 1945–1968: A Handbook, Vol. 1: 1945–1968; (2004) excerpt and text search; Vol. 2: 1968–1990 (2004) excerpt and text search, comprehensive coverage
- Gimbel John F. American Occupation of Germany (Stanford UP, 1968)
- Hanrieder Wolfram. West German Foreign Policy, 1949–1979 (Westview, 1980)
- Höhn, Maria H. GIs and Frèauleins: The German-American Encounter in 1950s West Germany (U of North Carolina Press, 2002)
- Immerfall, Stefan. Safeguarding German-American Relations in the New Century: Understanding and Accepting Mutual Differences (2006)
- Kuklick, Bruce. American Policy and the Division of Germany: The Clash with Russia over Reparations (Cornell University Press, 1972)
- Langenbacher, Eric, and Ruth Wittlinger. "The End of Memory? German-American Relations under Donald Trump." German Politics 27.2 (2018): 174-192.
- Ninkovich, Frank. Germany and the United States: The Transformation of the German Question since 1945 (1988)
- Nolan, Mary. "Anti-Americanism and Americanization in Germany." Politics & Society (2005) 33#1 pp 88–122.
- Pettersson, Lucas. "Changing images of the USA in German media discourse during four American presidencies." International Journal of Cultural Studies (2011) 14#1 pp 35–51.
- Pommerin, Reiner. The American Impact on Postwar Germany (Berghahn Books, 1995) online edition Lưu trữ ngày 17 tháng 12 năm 2018 tại Wayback Machine
- Smith Jean E. Lucius D. Clay (1990)
- Stephan, Alexander, ed. Americanization and anti-Americanism: the German encounter with American culture after 1945 (Berghahn Books, 2013).
- Szabo, Stephen F. "Different Approaches to Russia: The German–American–Russian Strategic Triangle." German Politics 27.2 (2018): 230-243, regarding the Cold War

### Historiography
- Depkat, Volker. "Introduction: American History/ies in Germany: Assessments, Transformations, Perspectives." Amerikastudien/American Studies (2009): 337–343. in JSTOR
- Doerries, Reinhard R. "The Unknown Republic: American History at German Universities." Amerikastudien/American Studies (2005): 99–125. in JSTOR
- Gassert, Philipp. "Writing about the (American) past, thinking of the (German) present: The history of US foreign relations in Germany." Amerikastudien/American Studies (2009): 345–382. in JSTOR
- Gassert, Philipp. "The Study of U.S. History in Germany." European Contributions to American Studies (2007), Vol. 66, pp 117–132.
- Schröder, Hans-Jürgen. "Twentieth-Century German-American Relations: Historiography and Research Perspectives" in Frank Trommler, Joseph McVeigh eds., America and the Germans, Volume 2: An Assessment of a Three-Hundred Year History--The Relationship in the Twentieth Century (1985) online